# Pieter Ouwens
Pieter Ouwens (Brielle, 7 maart 1720 - Alkmaar, 10 december 1786) was een Nederlands jurist die verscheidene bestuurlijke ambten heeft vervuld in het gewest Holland en de Republiek der Zeven Verenigde Nederlanden, tijdens het stadhouderschap van prins Willem V.

## Leven en werk
Pieter Ouwens, zoon van Rutgerus Ouwens en Maria Feith werd op 7 maart 1720 te Brielle geboren, op 29 april 1737 volgde hij een studie in de rechten aan de Leidsche Universiteit en op 19 mei 1741 promoveerde hij. Hij heeft een aantal bestuurlijke functies bekleed:
- lid van de Vroedschap van Alkmaar (1748-1786) en burgemeester (verschillende ambtsperiodes van telkens een jaar tussen 1769 en 1778),
- lid van de Staten-Generaal van de Nederlanden (ordinaris) (1760-1763),
- lid van de Raad van State van de Republiek der Verenigde Provinciën (1763-1765),
- lid van de Generaliteits-rekenkamer (1767-1769),
- lid van de Gecommitteerde Raden der Staten van Holland en West-Friesland in West-Friesland en het Noorderkwartier (verschillende periodes tussen 1775 en 1786),
- Admiraliteitsheer, collegelid van de Admiraliteit van het Noorderkwartier (1780-1781).

Tevens was hij ontvanger van convoyen en licenten, curator van de Latijnsche school te Alkmaar en dijkgraaf van de Hondsbossche en van de Bedijkte Schermer.
Ouwens was tweemaal gehuwd, eerst huwde hij op 21 september 1743 te 's-Gravenhage met Catharina Jacoba Hoevenaar, geboren te Amsterdam op 2 februari 1706, overleden te Alkmaar, 11 december 1761. Vervolgens huwde hij op 15 mei 1764 te Maastricht, terwijl hij aldaar als gecommitteerde van de Staten-Generaal verblijf hield, met Jacoba Agatha Ravens, geboren 31 juli 1739, overleden te 's-Gravenhage, 28 april 1806. Jacoba was dochter van auditeur-militair Willem Hendrik Ravens en Catharina de Vries. Ouwens overleed plotseling op 10 december 1786 te Alkmaar, hij werd 66 jaar oud.